# Manevra de barare a T-ului

În această animaţie, nava care se află în apropiere de vârf execută manevra de barare a T-ului navei care se află în partea de jos a imaginii.

Navele reprezentate cu albastru barează T-ul navelor de culoarea roşie

Manevra de barare a T-ului este o tactică navală de război clasică aplicată în războiul naval, folosită la sfârșitul secolului al XIX-lea până la mijlocul secolului al XX-lea.
Manevra constă în faptul că o serie de nave de război poziționate în șir trecper pendicular în fața unui șir de nave inamice, permițând ca formațiunea care formează partea de sus a literei T astfel format să se afle în avantaj tactic, fiind în măsură să folosească toate tunurile tuturor navelor, pe când inamicul doar o mică parte.
Această tactică a devenit posibilă doar din secolul al XIX-lea odată cu apariția cuirasatelor propulsate cu aburi, cu posibilitatea rotirii turelelor care adăposteau tunurile. Aceste nave se puteau deplasa și roti mai repede decât navele cu vele și care aveau tunuri fixate de-o parte și de alta a navei.
Tactica a devenit depășită odată cu apariția avioanelor cu rază lungă de acțiune și a rachetelor.

## Bătălii
Bătălii notabile în care s-a aplicat această tactică:
- Bătălia din Strâmtoarea Tsushima (1905) - amiralul japonez Tōgō Heihachirō prin utilizarea comunicațiilor transmisiunilor fără fir (wireless) și desfășurarea corectă a recunoașterii a poziționat flota sa astfel încât să aducă flota rusă în luptă, „indiferent de viteză.”[2]
- Bătălia de la Elli (1912) – contraamiralul Pavlos Kountouriotis la bordul navei grecești Georgios Averof
- Bătălia Iutlandei (1916) – Amiralul Sir John Jellicoe, comandantul flotei britanice Grand Fleet a fost capabil să execute de două ori manevra împotriva flotei germane, dar flota germană a fost de două ori în măsură să scape, schimbând cursul în vizibilitatea slabă. Prin fuga flotei germane și prin faptul că germanii nu au mai ieșit în larg, evitând astfel bătălia deschisă, Grand Fleet a devenit strategic ipotent, britanicii nefiind în stare să repete victoria zdrobitoare de la Trafalgar. Iutlanda este uneori menționată ca Bătălia Oportunităților Pierdute.

- Bătălia de la Capul Bunei Speranțe (1942) –

- Bătălia din strâmtoarea Surigao (1944) - Tactica a fost aplicată pentru ultima oară în cadrul Bătăliei din Golful Leyte.